# Campeonato Europeu de Patinação Artística no Gelo de 1958
O Campeonato Europeu de Patinação Artística no Gelo de 1958 foi a quinquagésima edição do Campeonato Europeu de Patinação Artística no Gelo, um evento anual de patinação artística no gelo organizado pela União Internacional de Patinação (em inglês:  International Skating Union) onde os patinadores artísticos competem pelo título de campeão europeu. A competição foi disputada na cidade de Bratislava, Tchecoslováquia.

## Eventos
- Individual masculino
- Individual feminino
- Duplas
- Dança no gelo

## Medalhistas
| Evento                        | Ouro                                               | Prata                                             | Bronze                                        |
| Individual masculino detalhes | Karol Divín · Tchecoslováquia                      | Alain Giletti · França                            | Alain Calmat · França                         |
| Individual feminino detalhes  | Ingrid Wendl · Áustria                             | Hanna Walter · Áustria                            | Joan Haanappel · Países Baixos                |
| Duplas detalhes               | Věra Suchánková · Zdeněk Doležal · Tchecoslováquia | Nina Zhuk · Stanislav Zhuk · União Soviética      | Joyce Coates · Anthony Holles · Reino Unido   |
| Dança no gelo detalhes        | June Markham · Courtney Jones · Reino Unido        | Catherine Morris · Michael Robinson · Reino Unido | Barbara Thompson · Gerard Rigby · Reino Unido |

## Resultados

### Individual masculino
| Pos.              | Nome                  | Nacionalidade      |
| ----------------- | --------------------- | ------------------ |
| Medalha de ouro   | Karol Divín           | Tchecoslováquia    |
| Medalha de prata  | Alain Giletti         | França             |
| Medalha de bronze | Alain Calmat          | França             |
| 4                 | Michael Booker        | Reino Unido        |
| 5                 | Norbert Felsinger     | Áustria            |
| 6                 | Tilo Gutzeit          | Alemanha Ocidental |
| 7                 | Manfred Schnelldorfer | Alemanha Ocidental |
| 8                 | Hans-Jürgen Bäumler   | Alemanha Ocidental |
| 9                 | Peter Jonas           | Áustria            |
| 10                | Lev Mikhailov         | União Soviética    |
| 11                | Valentin Zakharov     | União Soviética    |
| 12                | Karl Bohringer        | Áustria            |
| 13                | François Pache        | Suíça              |
| 14                | Pavel Frohler         | Tchecoslováquia    |
| 15                | Jaromir Holan         | Tchecoslováquia    |
| 16                | Igor Persiantsev      | União Soviética    |
| 17                | Henryk Hanzel         | Polônia            |
| 18                | Wouter Toledo         | Países Baixos      |
| 19                | Marian Czakon         | Polônia            |

### Individual feminino
| Pos.              | Nome                 | Nacionalidade      |
| ----------------- | -------------------- | ------------------ |
| Medalha de ouro   | Ingrid Wendl         | Áustria            |
| Medalha de prata  | Hanna Walter         | Áustria            |
| Medalha de bronze | Joan Haanappel       | Países Baixos      |
| 4                 | Diana Clifton-Peach  | Reino Unido        |
| 5                 | Jindriska Kramperova | Tchecoslováquia    |
| 6                 | Sjoukje Dijkstra     | Países Baixos      |
| 7                 | Karin Frohner        | Áustria            |
| 8                 | Regine Heitzer       | Áustria            |
| 9                 | Dany Rigoulot        | França             |
| 10                | Anna Galmarini       | Itália             |
| 11                | Jana Docekalova      | Tchecoslováquia    |
| 12                | Jitka Hlavackova     | Tchecoslováquia    |
| 13                | Julia Golonkova      | Tchecoslováquia    |
| 14                | Petra Damm           | Alemanha Ocidental |
| 15                | Rita Müller          | Suíça              |
| 16                | Dorie Kirchhofer     | Alemanha Ocidental |
| 17                | Nicole Erdos         | França             |
| 18                | Gabriele Weidert     | Alemanha Ocidental |
| 19                | Helga Zöllner        | Hungria            |
| 20                | Edda Jurek           | Hungria            |
| 21                | Krystyna Wasik       | Polônia            |
| 22                | Jannine Ferir        | Países Baixos      |
| WD                | Eszter Jurek         | Hungria            |

### Duplas
| Pos.              | Nome                                     | Nacionalidade      |
| ----------------- | ---------------------------------------- | ------------------ |
| Medalha de ouro   | Věra Suchánková / Zdeněk Doležal         | Tchecoslováquia    |
| Medalha de prata  | Nina Zhuk / Stanislav Zhuk               | União Soviética    |
| Medalha de bronze | Joyce Coates / Anthony Holles            | Reino Unido        |
| 4                 | Marianna Nagy / László Nagy              | Hungria            |
| 5                 | Marika Kilius / Hans-Jürgen Bäumler      | Alemanha Ocidental |
| 6                 | Hana Dvorakova / Karol Vosatka           | Tchecoslováquia    |
| 7                 | Barbara Jankowska / Zygmond Kaczmarczyk  | Polônia            |
| 8                 | Eszter Jurek / Miklos Kucharowitz        | Hungria            |
| 9                 | Lisel Ellend / Konrad Lienhart           | Áustria            |
| 10                | Liudmila Belousova / Oleg Protopopov     | União Soviética    |
| 11                | Rosuitha Mauerhofer / Günther Mauerhofer | Alemanha Oriental  |
| 12                | Diana Hinko / Heinz Döpfl                | Áustria            |
| 13                | Carolyn Patricia Krau / Rodney Ward      | Reino Unido        |
| 14                | Marie Hezinova / Karol Janouch           | Tchecoslováquia    |
| 15                | Rita Paucka / Peter Kwiet                | Alemanha Ocidental |

### Dança no gelo
| Pos.              | Nome                                   | Nacionalidade      |
| ----------------- | -------------------------------------- | ------------------ |
| Medalha de ouro   | June Markham / Courtney Jones          | Reino Unido        |
| Medalha de prata  | Catherine Morris / Michael Robinson    | Reino Unido        |
| Medalha de bronze | Barbara Thompson / Gerard Rigby        | Reino Unido        |
| 4                 | Christiane Guhel / Jean Paul Guhel     | França             |
| 5                 | Lucia Zorn / Rudolf Zorn               | Áustria            |
| 6                 | Catharina Odink / Jacobus Odink        | Países Baixos      |
| 7                 | Annick de Trentinian / Philippe Aumond | França             |
| 8                 | Edith Peikert / Alois Miterhuber       | Áustria            |
| 9                 | Rita Paucka / Peter Kwiet              | Alemanha Ocidental |
| 10                | Helga Michlmayer / Gerald Felsinger    | Áustria            |
| 11                | Petra Seigerwald / Hannes Burkhardt    | Alemanha Ocidental |
| 12                | Aranka Tóth / Endre Tóth               | Hungria            |
| 13                | Svetlana Smirnova / Leonid Gordon      | União Soviética    |

## Quadro de medalhas
| Ordem | País            | Medalha de ouro | Medalha de prata | Medalha de bronze |    | Ordem por total |
| ----- | --------------- | --------------- | ---------------- | ----------------- | -- | --------------- |
| 1     | Tchecoslováquia | 2               |                  |                   | 2  | 2               |
| 2     | Reino Unido     | 1               | 1                | 2                 | 4  | 1               |
| 3     | Áustria         | 1               | 1                |                   | 2  | 2               |
| 4     | França          |                 | 1                | 1                 | 2  | 2               |
| 5     | União Soviética |                 | 1                |                   | 1  | 5               |
| 6     | Países Baixos   |                 |                  | 1                 | 1  | 5               |
| TOTAL | TOTAL           | 4               | 4                | 4                 | 12 | —               |